# Avljud
Avljud (tyska: Ablaut) är en vokalväxling som sammanhänger med accenten i det indoeuropeiska urspråket. Det finns således förutsättningar för avljud i alla indoeuropeiska språk, men det har utvecklats olika och bevarats i olika utsträckning i olika språk och språkgrupper. Avljud spelar en viktig roll i de germanska språken, liksom i grekiskan, medan det förekommer mindre i latin. 

## Avljudsklasser
Vokalväxlingarna inordnas i sju avljudsklasser, som tydligast visar sig i de germanska starka verbens böjning.
Med exempel från gotiskan kan avljudsklasserna illustreras sålunda:
1. ī – ai – i – i: greípan – gráip – gripum – gripans (eí står för /iː/)
2. eu – au – u – u: biudan – báuþ – budum – budans (d står för /ð/)
3. e – a – u – u: swiltan – swalt – swultum – swultans (urg. /e/ > got. /i/)
4. e – a – ē – u: niman – nam – nēmum – numans
5. e – a – ē – e: giban – gaf – gēbum – gibans (b står för /β/)
6. a – ō – ō – a: faran – fōr – fōrum – farans
7. ē – ō – ō – ē: lētan – laílōt – laílōtum – lētans (laí-, /lɛ/, är reduplikationsprefix)[3]

/u/ har utvecklats ur sonantiskt /l, r, m, n/. I det indoeuropeiska urspråket blev dessa konsonanter stavelsebildande. Det stavelsebildande r finns belagt i sanskrit, medan existensen av de övriga har konstruerats fram av den jämförande historiska språkvetenskapen.
I isländskan blir detta
1. í – ei – i – i: grípa – greip – gripum – gripinn
2. jó, jú – au – u – o, u: bjóða – bauð – buðum – boðinn
3. e, i – a – u – o, u: svelta – svalt – sultum – soltinn
4. e – a – á – o, u: nema – nam – námum – numinn
5. e – a – á – e: gefa – gaf – gáfum – gefinn
6. a – ó – ó – a: fara – fór – fórum – farinn
7. á – é – é – á: láta – lét – létum – látinn [5]

Motsvarande verbformer i modern svenska:
1. gripa – grep – (grepo[6]) – gripen
2. bjuda – bjöd – (bjödo[6]) – bjuden
3. svälta – svalt – (svulto[6]) – svulten
4. (förnimma – förnam – förnummo – förnummen)
5. giva – gav – (gåvo[6]) – given
6. fara – for – (foro[6]) – faren
7. låta – lät – (läto[6]) – låten

Vissa av formerna i modern svenska har förändrats på grund av analogi med andra former eller andra avljudsklasser. Preteritum pluralis i 1:a och 2:a klassen borde ljudlagsenligt heta respektive *gripo och *budo, men har påverkats av vokalen i singularis. I 4:e klassen borde pluralformen vara *förnåmo, men har påverkats av 3:e klassen. Preteritum singularis och perfekt particip i 2:a klassen borde vara *böd och *buden utan /j/, men /j/ har överförts från infinitiv och presens till de övriga formerna. I fornsvenskan användes fortfarande de ljudlagsenliga formerna.

## Avljud i ordbildningen
Avljud spelar en viktig roll också inom ordbildningen. Substantiv bildade till ett starkt verb innehåller ofta preteritum singular-roten, till exempel vred till vrida, klöv till klyva o.s.v.
Till ett ords supinumform kan avljud också bildas, till exempel
börda till burit, stöld till stulit o.s.v.
Avljud kan också vara ett skifte mellan kort och lång vokal, till exempel i fornnordiska vatn (vatten): vátr (våt).